# الدوري الجنوبي لكرة القدم 1984–85
الدوري الجنوبي لكرة القدم 1984–85 (بالإنجليزية: 1984–85 Southern Football League)‏ هو موسم من الدوري الجنوبي الممتاز. فاز فيه نادي تشيلتنهام تاون لكرة القدم.